# بخش اربون
بخش اربون یکی از بخشهای کانتون تورگو  در کشور سوئیس است.